# Brian Robinson Jr.
Brian Robinson Jr. (Tuscaloosa, 22 marzo 1999) è un giocatore di football americano statunitense che milita nel ruolo di running back per i Washington Commanders della National Football League (NFL).

## Carriera

### Washington Commanders
Al college Robinson giocò a football ad Alabama, vincendo due campionati NCAA. Fu scelto nel corso del terzo giro (98º assoluto) del Draft NFL 2022 dai Washington Commanders.
Il 28 agosto 2022 Robinson fu colpito al ginocchio e al gluteo da due colpi d'arma da fuoco durante un tentativo di furto d'auto che coinvolse due uomini dopo essere uscito da un ristorante nel quartiere di Near Northeast, Washington. Le ferite subite non lo posero a rischio della vita e fu dimesso dal MedStar Washington Hospital Center il giorno successivo. Saltò così le prime quattro partite della stagione, prima di debuttare nel quinto turno contro i Tennessee Titans, dove corse 9 volte per 22 yard. La settimana successiva corse 60 yard e segnò il suo primo touchdown che fu decisivo per la vittoria sui Chicago Bears. La sua stagione da rookie si concluse con 797 yard corse, 2 touchdown su corsa e uno su ricezione in 12 presenze, di cui 9 come titolare.
Nella settimana 13 della stagione 2024, Robinson corse 103 yard e un touchdown su 16 possessi nella vittoria per 42-19 sui Tennessee Titans.